# لايشي
لايشي (بالصينية: 莱西市) هي مدينة على مستوى مقاطعة، في الصين، تقع في تشينغداو، بلغ عدد سكانها 762,900 نسمة وذلك حسب إحصائيات سنة 2018، تبلغ مساحتها 1,568 كيلومتر مربع، رمزها البريدي هو 266600.

## التقسيمات الإدارية
- Meihuashan Subdistrict  [لغات أخرى]‏
- Dianbu, Shandong [الإنجليزية]‏.